# Liste der Saljut-6-Expeditionen
Dies ist die Liste der Saljut-6-Expeditionen. EO (russisch ЭО, Экспедиция Основная) bedeutet Stammmannschaft, EP (russisch ЭП, Экспедиция Посещения) Besuchsmannschaft.
| Expedition     | Besatzung                                                        | Start                           | Startraumschiff | Landung                         | Rückkehrraumschiff | Dauer    |
| -------------- | ---------------------------------------------------------------- | ------------------------------- | --------------- | ------------------------------- | ------------------ | -------- |
| Saljut 6 EO-1  | Juri Romanenko, Georgi Gretschko                                 | 10. Dezember 1977 01:18:40 UTC  | Sojus 26        | 16. März 1978 11:18:47 UTC      | Sojus 27           | 96,42 d  |
| Saljut 6 EP-1  | Wladimir Dschanibekow, Oleg Makarow                              | 10. Januar 1978 12:26:00 UTC    | Sojus 27        | 16. Januar 1978 11:24:58 UTC    | Sojus 26           | 5,96 d   |
| Saljut 6 EP-2  | Alexei Gubarew, Vladimír Remek – ČSSR                            | 2. März 1978 15:28:00 UTC       | Sojus 28        | 10. März 1978 13:44:00 UTC      | Sojus 28           | 7,93 d   |
| Saljut 6 EO-2  | Wladimir Kowaljonok, Alexander Iwantschenkow                     | 15. Juni 1978 20:16:45 UTC      | Sojus 29        | 2. November 1978 11:04:17 UTC   | Sojus 31           | 139,62 d |
| Saljut 6 EP-3  | Pjotr Klimuk, Mirosław Hermaszewski – Polen                      | 27. Juni 1978 15:27:21 UTC      | Sojus 30        | 5. Juli 1978 13:30:20 UTC       | Sojus 30           | 7,92 d   |
| Saljut 6 EP-4  | Waleri Bykowski, Sigmund Jähn – DDR                              | 26. August 1978 14:51:30 UTC    | Sojus 31        | 3. September 1978 11:40:34 UTC  | Sojus 29           | 7,87 d   |
| Saljut 6 EO-3  | Wladimir Ljachow, Waleri Rjumin                                  | 25. Februar 1979 11:53:49 UTC   | Sojus 32        | 19. August 1979 12:29:26 UTC    | Sojus 34           | 175,02 d |
| Saljut 6 EO-4  | Leonid Popow, Waleri Rjumin                                      | 9. April 1980 13:38:22 UTC      | Sojus 35        | 11. Oktober 1980 09:49:57 UTC   | Sojus 37           | 184,84 d |
| Saljut 6 EP-5  | Waleri Kubassow, Bertalan Farkas – Ungarn                        | 26. Mai 1980 18:20:39 UTC       | Sojus 36        | 3. Juni 1980 15:06:23 UTC       | Sojus 35           | 7,87 d   |
| Saljut 6 EP-6  | Juri Malyschew, Wladimir Aksjonow                                | 5. Juni 1980 14:19:30 UTC       | Sojus T-2       | 9. Juni 1980 12:39:00 UTC       | Sojus T-2          | 3,93 d   |
| Saljut 6 EP-7  | Wiktor Gorbatko, Phạm Tuân – Vietnam                             | 23. Juli 1980 18:33:03 UTC      | Sojus 37        | 31. Juli 1980 15:15:02 UTC      | Sojus 36           | 7,86 d   |
| Saljut 6 EP-8  | Juri Romanenko, Arnaldo Tamayo Méndez – Kuba                     | 18. September 1980 19:11:03 UTC | Sojus 38        | 26. September 1980 15:54:27 UTC | Sojus 38           | 7,86 d   |
| Saljut 6 EO-5  | Leonid Kisim, Oleg Makarow Gennadi Strekalow                     | 27. November 1980 14:18:28 UTC  | Sojus T-3       | 10. Dezember 1980 09:26:10 UTC  | Sojus T-3          | 12,80 d  |
| Saljut 6 EO-6  | Wladimir Kowaljonok, Wiktor Sawinych                             | 12. März 1981 19:00:11 UTC      | Sojus T-4       | 26. Mai 1981 12:37:34 UTC       | Sojus T-4          | 74,73 d  |
| Saljut 6 EP-9  | Wladimir Dschanibekow, Dschügderdemidiin Gürragtschaa – Mongolei | 22. März 1981 14:58:55 UTC      | Sojus 39        | 30. März 1981 11:40:58 UTC      | Sojus 39           | 7,86 d   |
| Saljut 6 EP-10 | Leonid Popow, Dumitru Prunariu – Rumänien                        | 14. Mai 1981 17:16:38 UTC       | Sojus 40        | 22. Mai 1981 13:58:30 UTC       | Sojus 40           | 7,86 d   |